# Лях, Василий Фёдорович
Василий Фёдорович Лях — советский хозяйственный деятель, Герой Социалистического Труда.

## Биография
Родился в 1910 году в селе Александровка. Член КПСС.
В 1926—1941 гг. — крестьянин в хозяйстве родителей, батрак, красноармеец РККА, организатор коллективного сельского хозяйства в Зачепиловском районе Харьковской области Украинской ССР.
Участник Великой Отечественной войны: красноармеец, радист 974-го отдельного батальона связи 70-го стрелкового корпуса, кладовщик склада ПФС армейских курсов младших лейтенантов 31 армии 1-го Украинского фронта
В 1946—1972 годах — председатель колхоза имени Ленина Зачепиловского района Харьковской области.
Указом Президиума Верховного Совета СССР от 28 февраля 1949 года присвоено звание Героя Социалистического Труда с вручением ордена Ленина и золотой медали «Серп и Молот».
Делегат XXIII съезда КПСС.
Умер в селе Забарино Зачепиловского района Харьковской области Украинской ССР до 1985 года.

## Награды и звания
- Герой Социалистического Труда (28.02.1949)
- Орден Ленина (28.02.1949, 31.12.1965)
- Орден Октябрьской Революции (08.04.1971)
- Орден Красной Звезды (28.05.1945)